# Carl Friedrich Rudloff
Carl Friedrich Ludwig Rudloff (* 26. Dezember 1899 in Voerde (heute zu Ennepetal); † 16. April 1962 in Velbert) war ein deutscher Biologe und Obstbauwissenschaftler.

## Leben
Carl Friedrich Rudloff besuchte im Jahr 1923 zunächst die Höhere Gärtnerlehranstalt in Köstritz, die er als staatlich geprüfter Gartenbaumeister verließ. Ab 1924 studierte er Volkswirtschaft und Biologie an der Universität Jena.
1926 trat er eine Stelle als Volontär-Assistent am Institut für Botanik der Thüringischen Landesuniversität Jena an. 1928 promovierte er bei Otto Renner mit einer Arbeit zur genetischen und zytologischen Untersuchung von Nachtkerzen.
Anschließend arbeitete er für ein Jahr im Kaiser-Wilhelm-Institut für Vererbungsforschung in Berlin-Dahlem. Nach der Gründung des Kaiser-Wilhelm-Instituts für Züchtungsforschung in Müncheberg wurde er durch dessen Direktor Erwin Baur 1929 zum Leiter der Abteilung für Obstzüchtung berufen.
1932 war Rudloff Mitbegründer und Organisator der Reichsarbeitsgemeinschaft für Obstzüchtung, deren Geschäftsführer er seitdem war. 1934 erhielt er einen Ruf für eine ordentliche Professor an die Lehr- und Forschungsanstalt Geisenheim, die er am 10. April 1935 antrat. Als Nachfolger von Franz Muth (1869–1941) leitete Rudloff die Geisenheimer Anstalt bis zum Kriegsende 1945 als Direktor.
Rudloff galt als ausgezeichneter Organisator und Praktiker. Der Schwerpunkt seiner wissenschaftlichen Arbeit lag vor allem auf dem Gebiet der gärtnerische Züchtungsforschung. Diese wurde während im Zuge des allgemeinen nationalsozialistischen Strebens nach einem hohen Grad an Eigenversorgung mit Nahrungsmittel auch in Geisenheim stark durch den Reichsforschungsdienst sowie den Reichsnährstand gefördert.
Unter Rudloff als leitendem Direktor entstand in Geisenheim 1934/35 ein Institut für Züchtungsforschung. Aus der Rebenzuchtstation entstand 1938 das Institut für Reichsrebenzüchtung. Außerdem wurde an der Hochschule eine Abteilung für Heil- und Gewürzpflanzen eingerichtet. Es wurde ferner ein Institut für Seidenanbau eröffnet, dessen Forschungsergebnisse zur Seidengewinnung unter deutschen Klimaverhältnissen die Eigenversorgung mit Fallschirmseide für militärische Zwecke ermöglichen sollten.
1935 wurde in Geisenheim durch Heinrich Birk das sogenannte Kartonagerebenverfahren entwickelt, das zur Vereinfachung der Topfrebenkultur diente. Zusammen mit Hugo Schanderl und Georg Bosian (1902–1993) konnte Rudloff die Bedenken der Winzer gegen dieses Kulturverfahren durch wissenschaftliche Untersuchungen entkräften, so dass sich die Kartonagereben im Weinbau etablieren konnten.
1937 wurde die Preußische Rebenveredlungskommission, die seit ihrer Gründung im Jahr 1890 ihren Sitz in Geisenheim hatte, aufgelöst. Stattdessen wurde die Reichsrebenzüchtung gegründet, die nur ein Jahr später aus dem Verband der Geisenheimer Anstalt ausschied. Die technische Abteilung der Rebenveredlungsstation Geisenheim wurde aufgelöst, die wissenschaftliche Abteilung wurde aber weiter geführt.
Bereits 1941 kam der Lehrbetrieb in Geisenheim kriegsbedingt zum Erliegen. Außerdem wurden die Parkanlagen rund um die Villa Monrepos dem Institut für Pflanzenzüchtung als Nutzfläche zugewiesen. Dazu wurden weite Teile der gärtnerischen Anlagen umgebrochen, worüber es zu einem heftigen Konflikt zwischen Rudloff als Direktor der Geisenheimer Anstalt und dem für die Parkanlagen zuständigen Gartenarchitekten Hans Hasler kam, der versuchte, den über Jahrzehnte hinweg gewachsenen Park zu erhalten.
Mit Kriegsende verlor Rudloff schließlich die Professur und wurde auch als Direktor der Geisenheimer Anstalt entlassen. Erst 1952 erhielt er einen Ruf als ordentlicher Professor für Obst-, Wein- und Gemüsebau an der Landwirtschaftlichen Hochschule Hohenheim. Die Professur hatte er bis zu einem Tod im Jahr 1962 inne.
Der Schwerpunkt Rudloffs wissenschaftlichen Arbeitens lag vor allem auf den grundlegenden Fragen der Blühphänologie sowie der Befruchtungsverhältnisse bei Obstbäumen. Mit seinen Arbeiten leistete er wichtige Beiträge zur Entwicklung einer planmäßigen, wissenschaftlichen Obstzüchtung in Deutschland. In Geisenheim wurden jedes Jahr blütenbiologische Untersuchungen an Obstbäumen durchgeführt, deren Ergebnisse Rudloff zusammen mit Hugo Schanderl 1934 in dem Buch Die Befruchtungsbiologie der Obstgehölze. veröffentlichte, das in drei Auflagen erschien.
Während eines Erholungsurlaubs in Velbert im Niederbergischen Land erlag er am 16. April 1962 einem Herzschlag.

## Veröffentlichungen
Rudloff war ab 1936 Herausgeber der Schriftenreihe Grundlagen und Fortschritte in Garten- und Weinbau im Verlag Eugen Ulmer.
- zusammen mit Hugo Schanderl: Die Befruchtungsbiologie der Obstgehölze – Ein Taschenbuch für die Obstbaupraxis und für den Liebhaber, zugleich auch ein Lehrbuch für den Gebrauch an Gartenbaulehranstalten. Verlag Rudolf Bechtold, Wiesbaden 1934
- zusammen mit  Hans Stubbe: Mutationsversuche mit Oenothera Hookeri. In: Flora. 29. Band, Heft 4, S. 347–362
- zusammen mit Martin Schmidt: Grundriß der Vererbungslehre für Gärtner.Band 1 der Reihe Grundlagen und Fortschritte im Garten- und Weinbau. Verlag von Eugen Ulmer, Stuttgart 1935
- Bericht der Versuchs- und Forschungsanstalt für Wein-, Obst und Gartenbaum, Geisenheim am Rhein für das Rechnungsjahr 1934 und 1935. Verlag Paul Parey, Berlin 1936
- zusammen mit Hugo Schanderl: Befruchtungsbiologische Studien an Zwetschen, Pflaumen, Mirabellen und Reineclauden. In: Die Gartenbauwissenschaft 10 (5–6), 1937
- Was man vom Fruchten der Obstgewächse wissen muß. Verlag Eugen Ulmer, Stuttgart 1940
- zusammen mit Nikolaus Weger und Walter Herbst: Witterung und Phänologie der Blühphase des Birnbaumes.  Wissenschaftliche Abhandlungen des Reichsamtes für Wetterdienst, Verlag J. Springer, Berlin 1940
- Versuchs- und Forschungsanstalt für Wein-, Obst- und Gartenbau Geisenheim am Rhein. Wissenschaftlicher Jahresbericht 1938/39. Sonderdruck der Landwirtschaftlichen Jahrbücher, Band 90, Reichsnährstand, Berlin 1940
- Versuchs- und Forschungsanstalt für Wein- und Gartenbau Geisenheim am Rhein. Wissenschaftliche Jahresberichte 1939 und 1940. Verlag von Eugen Ulmer, Stuttgart 1941
- zusammen mit Hugo Schanderl: Die Befruchtungsbiologie der Obstgewächse und ihre Anwendung in der Praxis. Band 64 der Reihe Grundlagen und Fortschritte im Garten- und Weinbau. Verlag von Eugen Ulmer, Stuttgart 1941
- als Herausgeber: Staatsschule für Gartenbau und Gartenbauwirtschaft Hohenheim. Entwicklung und Tätigkeit 1952 - 1958. 1958